# گروه ان‌اچ هتل

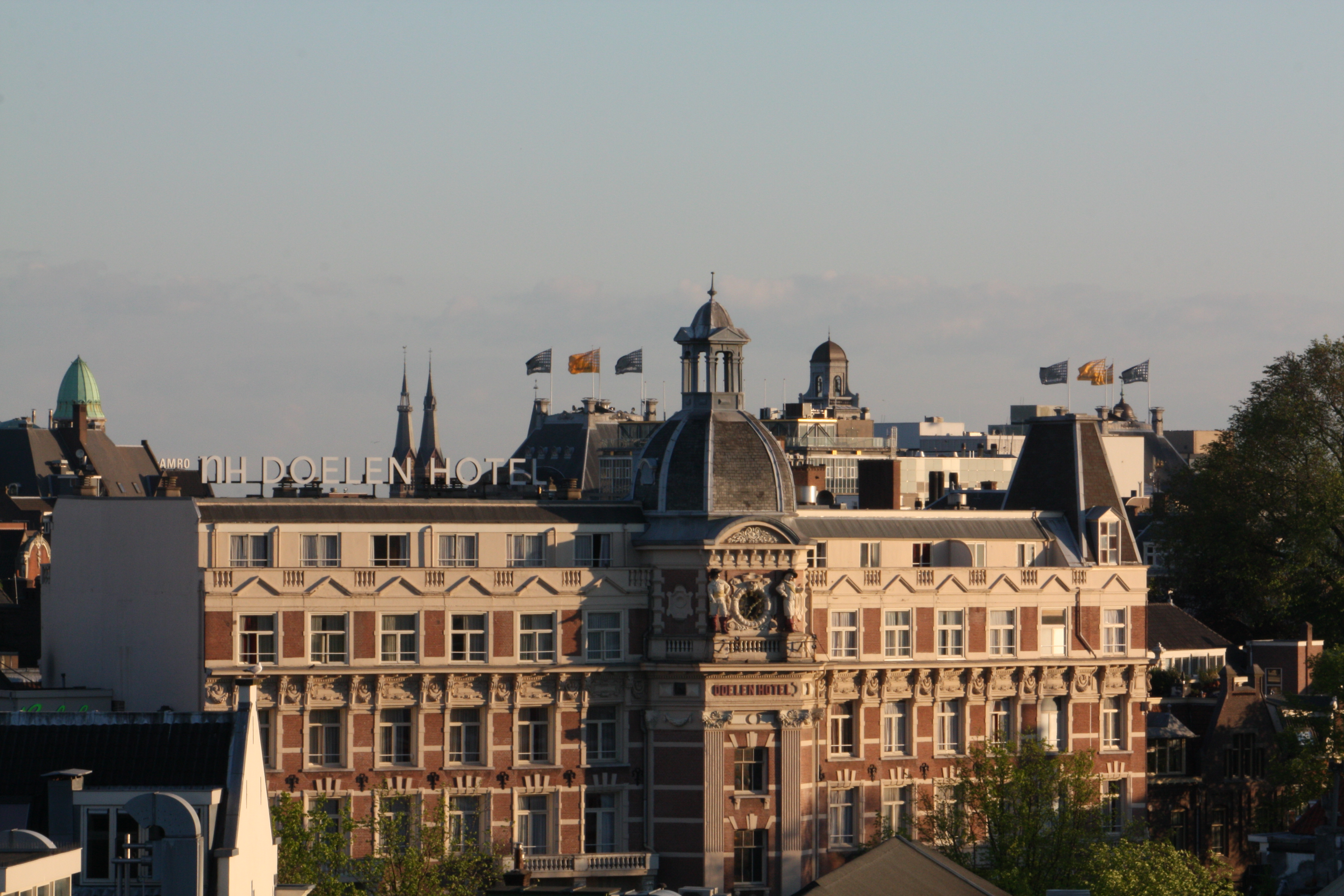
هتل گروه آن اچ

گروه ان‌اچ هتل (انگلیسی: NH Hotel Group) شرکت گردشگری و هتل‌داری اسپانیایی است، که در سال ۱۹۷۸ تأسیس شد و هم‌اکنون مالک ۳۸۰ هتل در ۲۰ کشور جهان می‌باشد.